# 卡文迪許天體物理學小組
卡文迪許天體物理學小組（前身為射電天文學小組）總部設在劍橋大學的卡文迪許實驗室。除了由焦德雷班克天文台操作的32m多元無線電聯合干涉網（MERLIN，Multi-Element Radio Linked Interferometer Network）望遠鏡之外，這個小組操作馬拉德射電天文台的所有望遠鏡。
這個小組是劍橋大學天文學系的三個小組中第二大的。

## 集團正在開發的工具
- 阿塔卡馬大型毫米陣列（ALMA）：該國際項目的幾個模塊。
- 馬格達萊納脊天文台干涉儀（英语：Magdalena Ridge Observatory Interferometer）（MRO干涉儀）
- 平方千米陣（SKA，Square Kilometre Array）

## 在役儀器
- 弧分微開爾文成像儀（英语：Arcminute Microkelvin Imager）（AMI，Arcminute Microkelvin Imager）
- 詹姆士·克拉克·麥斯威爾望遠鏡的B波段外差陣列接收器（HARP-B，A Heterodyne Array Receiver for B-band）。
- 普朗克衛星

## 以前的儀器
- 克羅微陣列（英语：Clover (telescope)）
- 極小陣列
- 5千米瑞爾電波望遠鏡le Telescope]]
- 劍橋光學孔徑合成望遠鏡（COAST）
- 宇宙各向異性望遠鏡
- 劍橋低頻合成望遠鏡
- 半英里望遠鏡
- 一英里望遠鏡
- 發現第一顆脈衝星的行星間閃爍陣列
- 製作4C星表星表的4C陣列（英语：4C Array）
- 劍橋干涉儀
- 長邁克爾遜干涉儀（英语：Long Michelson Interferometer）
- 用於光學孔徑合成（英语：Aperture synthesis）的各種孔徑掩蔽（英语：Aperture Masking Interferometry）儀器

## 外部連結
- Cavendish Astrophysics Group webpage （页面存档备份，存于）